# Rachel Summers
Pour les articles homonymes, voir Marvel Girl et Summers.
Rachel Summers (aussi connue comme Rachel Grey) est une super-héroïne évoluant dans l'univers Marvel de la maison d'édition Marvel Comics. Créé par le scénariste Chris Claremont et les dessinateurs John Byrne et John Romita Jr., le personnage de fiction apparaît pour la première fois dans le comic book Uncanny X-Men #141 en janvier 1981 dans l'histoire « Day of Future past » (Futur antérieur en VF).
Membre des X-Men, Rachel Summers est la fille de Jean Grey (Marvel Girl / Phénix) et de Scott Summers (Cyclope). Elle a utilisé les noms de code Phénix (Phoenix, comme celui de sa mère), Marvel Girl, avant d'adopter plus tard son propre nom de code Prestige.
Rachel Summers est le troisième personnage à porter le nom de code Marvel Girl. La première était sa mère Jean Grey, à l'époque des premiers X-Men ; la seconde était Valeria Richards.

## Biographie du personnage

### Origines
Le personnage de Rachel Summers provient du futur d'une réalité alternative de l'univers Marvel (la Terre-811) qui sert de cadre à l'histoire  "Days of Future Past", dans laquelle Scott Summers (Cyclope) et Jean Grey, deux membres des X-Men, ont eu une fille. Cette réalité se situe dans un futur hypothétique en 2013.
Dans ce futur, Rachel apparaît aux côtés d'un groupe de résistants de la Terre-811, un univers dystopique dans lequel les humains ont asservi les mutants. Elle est la compagne d'une version adulte du personnage de Franklin Richards. Afin d'éviter l'évènement-clé qui conduira à cet avenir dystopique (l'assassinat du sénateur Robert Kelly (en) en 1980), elle se sert de ses pouvoirs télépathiques pour renvoyer dans le passé en 1980 la conscience de Kate Pryde  ("Kitty" Pryde), équivalent futur de la jeune mutante Étincelle (Sprite ou Shadowcat en VO) qui, dans cette réalité, est la cheffe de la résistance mutante.
Rachel apparaît ensuite dans le présent de l'univers Marvel (Terre-616) dans les séries Uncanny X-Men et New Mutants, mais les circonstances précises de son arrivée ne seront développées que plus tard dans les épisodes de la série Excalibur. Dans l'avenir de Days of Future Past, Rachel Summers a été capturée peu après l'assassinat du Professeur Charles Xavier (le chef des X-Men) et a subi un conditionnement mental faisant d'elle un "limier", une chasseuse de mutants au service d'Ahab (Roderick Campbell) du programme Hounds (en)[réf. nécessaire]. La résistance menée par Kate Pryde libère Rachel, qui rejoint le mouvement. Lors d'un assaut, se sachant encerclée, Kate Pryde déclenche une suggestion post-hypnotique implantée en Rachel par les mots "Phénix Noir". Celle-ci est alors propulsée dans le passé, soit dans le présent de l'univers Marvel.
Elle rejoint rapidement l'équipe des X-Men tout en faisant preuve d'une violence démesurée : Magnéto, alors membre tacite des X-Men, l'empêche de supprimer deux hommes qui avaient tenté d'éliminer Xavier dans cette réalité.
Revendiquant l'héritage de sa mère Jean Grey (à cette époque, aussi supposée décédée sur la Terre-616) et investie du pouvoir du Phénix (la Force Phénix (en)), elle mettra tout de suite à l'épreuve ses pouvoirs en s'opposant au Beyonder, un être omnipotent. Pour ce faire, elle absorbe l'énergie vitale de ses compagnons, malgré les réticences de certains d'entre eux. Cet acte est vécu par ceux-ci comme une trahison.
Pour se racheter et venger sa mère, Rachel décide de prendre d'assaut le Club des Damnés et prend pour cible la mutante Selene, la Reine Noire du club. Wolverine, affaibli par Rachel, n'a d'autre choix pour protéger la Reine Noire que d'étriper Rachel. Celle-ci, mortellement blessée, s'enfuit alors que les X-Men et le Club des Damnés s'unissent pour contrer Nemrod. Spirale (en) lui apparaît alors en lui ouvrant les portes du Body Shop, lui promettant la guérison et une vie meilleure.

### Dans l'équipe Excalibur
Rachel Summers réapparaît dans la première série Excalibur. Spirale a en fait mené Rachel à Mojo (en) (du Mojoverse, une autre réalité de l'univers Marvel), un tyran obsédé par l'outil médiatique qui a fait de la jeune femme sa « star », de fait son esclave. Après avoir été témoin de la « mort » des X-Men à Dallas, Kitty Pryde rêve de ceux-ci sur le plateau-télé de Mojo, plateau sur lequel Rachel fait une apparition, enchaînée. Kitty parvient à la libérer. Rachel apparaît quelques instants après sur la Terre, pourchassée par les Lycaons, les chiens de garde de Mojo. Kitty Pryde, Diablo, Captain Britain et Meggan s'unissent pour la protéger. Les cinq héros formeront ensuite l'équipe Excalibur pour perpétuer le rêve de Charles Xavier en lieu et place des X-Men, portés disparus et supposés morts.
L'apparition de Nécrom (en), incarnation de la Mort et par là-même antithèse du Phénix, s'avère traumatisante pour Rachel qui sombre dans la catatonie. Elle est recueillie par la force Phénix qui tentera de la guérir.
Rétablie, Rachel rejoint Excalibur pour une nouvelle confrontation avec le futur de Days of Future past afin d'aider la résistance à prendre le pas sur Ahab et les Sentinelles. L'équipe est cependant séparée lors du retour au temps présent et Captain Britain est piégé dans le temps. Rachel décide de se sacrifier pour lui permettre de revenir.
Cette opération la propulse dans un autre futur, celui de Cable et des Askani. Rachel devient la fondatrice du mouvement des Askani en lutte contre un monde régi par Apocalypse et son fils adoptif Stryfe. Le jeune Cable, qu'elle enverra chercher dans le présent pour le sauver d'un virus qui manque de le tuer, assistera adolescent aux derniers instants d'une Rachel âgée et affaiblie par les années avant de renverser lui-même Apocalypse.
Dans le présent, Cable parviendra à mettre fin à la menace d'Apocalypse lors de l'histoire « À la recherche de Cyclope ». Le futur dans lequel fut projetée Rachel est ainsi annulé, et celle-ci est retenue aux confins du temps. Libérée par Cable, elle tente de s'éloigner de la vie super-héroïque pour un temps et s’inscrit à une université. Elle est cependant capturée et asservie par Elias Bogan, ennemi des X-Treme X-Men qui l'utilise pour corrompre ses anciens compagnons.

### Marvel Girl
Une fois libérée, Rachel Summers revient au sein des X-Men peu après la mort de sa mère. Empruntant le nom de code originel de Jean Grey (Marvel Girl), elle rejoint les XSE (X-Treme Sanctions Executive). Elle se heurte cependant à de nombreuses reprises à Emma Frost, la directrice de l'École et compagne de Scott Summers, le « père » de Rachel, pour des griefs personnels (la collaboration passée d'Emma avec le Club des Damnés, responsable de la déchéance du premier Phénix, la relation quasi adultère d'Emma et de Cyclope du vivant de Jean Grey, etc.).
Récemment, Rachel a été la victime d'attaques de la part d'agents de l'empire Shi'ar qui avaient pour but d'éradiquer la menace du Phénix. Pour ce faire, ceux-ci ont éliminé l'ensemble de la famille Grey et marqué Rachel, de manière à pouvoir la localiser et la traquer à tout moment. Jurant tout d'abord de venger sa famille, elle accepte de remettre les assassins aux autorités. Elle est également capturée et utilisée par le mystérieux Vulcan afin de révéler la face cachée de Xavier.

### War of Kings
Aidée d'Havok et Polaris, Rachel prend part à la Guerre opposant les Shi'ar et les Kree, alors dirigés par Flèche noire des Inhumains. Elle tue Blackcloack, le chef du Commando de la Mort Shi'ar responsable du massacre de sa famille.

## Famille
- Scott Summers (Cyclope) et Jean Grey (Marvel Girl / Phénix)
(parents dans une réalité alternative, décédés)[1]
- Franklin Richards (époux dans une réalité alternative, décédé)[1]
- Christopher Summers et Katherine Ann Summers (grands-parents paternels alternatifs, décédés)
- John et Elaine Grey (grands-parents maternels alternatifs, décédés)
- Nathan Summers (Cable, demi-frère alternatif)
- Stryfe (demi-frère alternatif, clone de Nathan Summers)
- Nate Grey (X-Man, frère génétique alternatif)
- Ruby Summers (demi-sœur alternative)
- Alex et Gabriel Summers (Havok et Vulcain, oncles paternels alternatifs)
- Jonathan Reed Richards (Hyperstorm)
- David Richards et Dream Summers (enfants alternatifs de différentes réalités, eus avec Franklin Richards)

## Pouvoirs et capacités
Rachel Summers est une mutante qui possède les mêmes pouvoirs que sa mère Jean Grey, à savoir la télékinésie et la télépathie. Pendant un temps, elle a été le réceptacle de l'entité cosmique connue sous le nom de Phénix (ou Force Phénix (en)), comme sa mère.
En complément de ses pouvoirs, elle possède la force normale d’une femme de son âge et de sa constitution qui s’entraîne physiquement de manière régulière.
- Rachel peut passer physiquement dans des « trous de temps ». Cette capacité, qu'elle utilise rarement, est partagée par son frère alternatif, Cable.
- Elle peut aussi envoyer son esprit (ou celui d'autrui) dans le temps (elle l'a fait pour Kate Pryde pendant la saga Days of Future Past).